# ミュージックセキュリティーズ
ミュージックセキュリティーズ株式会社（英: Music Securities, Inc）は、東京都千代田区に本社を置く投資会社（第二種金融商品取引業者）。
社名はもともと音楽家の発掘のためにファンドを設立したことが由来であり（後述）、音楽関連のビジネスを専業にしているわけではない。

## 概要
元は主にアーティストの発掘のために資金を募るファンドを運用してきたが、2007年から地場産業や消えかねない技術などに注目し、投資家を募る投資ファンド運営事業に乗り出した。同社では国連の掲げる持続可能な開発目標（SDGs）をファンド審査における評価軸のひとつとして採用しているのが特徴である。
前代表者（創業者）の小松は世界経済フォーラム（World Economic Forum）より「Young Global Leaders」に選出されている。
音楽部門に芸能事務所「MS Record」がある。

## MS Record

### マネージメント業務
日本のヒップホップを中心としたアーティストの発掘と育成とプランニング、スケジュール管理、ゲスト出演のサポート、テレビ・ラジオ・雑誌などメディア出演のサポート、ホームページ・ブログ・フェイスブックでの発信の企画・制作・運営、ファンへのサービス企画・制作・運営、コンサートやイベントの構想・企画・運営、ライブ・イベントの企画運営。

### 所属アーティスト
- "E"qual
- KJI
- SAY
- STEALER
- SOCKS
- DJ RYOW
- DJ NONKEY
- 万里慧
- Yohei Chris
- ラッパ我リヤ
- ROOZER
- Ray Yamada
- ワスレナ

### かつての所属アーティスト
- AK-69
- 平井大

### レーベル
- MS Record
- MS Entertainment
- DREAM TEAM MUSIC
- OTEMACHI RECORD
- VOCEZ RECORD

## テレビ番組
- 日経スペシャル カンブリア宮殿 1万円で会社が救える！？　新たな投資のカタチ（2013年5月2日、テレビ東京）[3]

## 書籍

### 関連書籍
- 『ふるさと投資のすべて 金融システムを変える地域活性化小口投資入門』（著者:赤井厚雄 小松真実 松尾順介）（2013年5月1日、きんざい）ISBN 9784322123289